# 文句
| ウィキペディアには「文句」という見出しの百科事典記事はありません（タイトルに「文句」を含むページの一覧/「文句」で始まるページの一覧）。 代わりにウィクショナリーのページ「文句」が役に立つかもしれません。 |